# (22253) Sivers
(22253) Sivers est un astéroïde de la ceinture principale.

## Description
(22253) Sivers est un astéroïde de la ceinture principale. Il fut découvert le 26 septembre 1978 à Naoutchnyï par Lioudmila Jouravliova. Il présente une orbite caractérisée par un demi-grand axe de 2,57 UA, une excentricité de 0,18 et une inclinaison de 15,2° par rapport à l'écliptique.

## Compléments